# Principe di Melfi
Il titolo di Principe di Melfi è stato un titolo nobiliare del regno di Napoli. Originariamente creato nel 1498 per Troiano Caracciolo del Sole, terzo duca di Melfi, passò in seguito al suo erede Sergianni. Nel 1528 quest'ultimo subì la confisca dei suoi feudi da parte di Carlo V in quanto colpevole di fellonia. Nel 1531 il titolo venne concesso da Carlo V ad Andrea Doria, famoso ammiraglio, statista e condottiero della Repubblica di Genova. Nel 1535 Andrea cedette il titolo al figliastro Marcantonio del Carretto. Da Marcantonio il titolo pervenne alla figlia Zenobia Doria del Carretto, nata dal suo matrimonio con Vittoria Todeschini Piccolomini d'Aragona. Zenobia sposò nel 1558 Gianandrea Doria (figlio di Giannettino Doria).
Dal XVI secolo al XX secolo, il titolo ha continuato ad essere detenuto dai discendenti di Zenobia e Gianandrea. La famiglia assunse il cognome Doria-Landi in seguito al matrimonio, celebrato nel 1626, tra Giovanni Andrea Doria (1607-1640) e Maria Polissena Landi (1608-1679). Nel 1763 i Doria-Landi principi di Melfi ottennero dal Papa l'autorizzazione ad apporre il cognome Pamphili al proprio, in seguito all'estinzione nella linea maschile di questa famiglia. I Doria-Landi potevano vantare un legame con i Pamphili in virtù del matrimonio di Giovanni Andrea Doria-Landi (1653-1737) con Anna Pamphili (1652-1728), figlia di Camillo Francesco Maria Pamphili. I Doria Landi Pamphili si sono definiti principi di Melfi anche successivamente. Nel 2000 l'ultima discendente diretta della famiglia è morta senza eredi.

## Principi di Melfi, I creazione
- Troiano II Caracciolo del Sole (+16-5-1520), I Principe di Melfi
- Sergianni III Caracciolo del Sole (1487-1559), II Principe di Melfi

## Principi di Melfi, II creazione
- Andrea Doria (1466-1560), I principe di Melfi
- Marcantonio Doria del Carretto,  II principe di Melfi
- Zanobia Del Carretto Doria, (1540–1590), III principessa di Melfi
- Gianandrea Doria (1539-1606), IV principe di Melfi
- Andrea Doria (1570-1612), V principe di Melfi
- Giovanni Andrea Doria (1606-1618), VI principe di Melfi
- Giovanni Andrea Doria (1607-1640), VII principe di Melfi
- Andrea Doria (1628-1654), VIII principe di Melfi
- Giovanni Andrea Doria Landi (1653-1737), IX principe di Melfi
- Giovanni Andrea Doria Landi (1705-1764), X principe di Melfi
- Andrea Doria Landi Pamphili (1747-1820), XI principe di Melfi
- Luigi Giovanni Doria Landi Pamphili (1779-1838), XII principe di Melfi
- Filippo Andrea Doria Landi Pamphili (1813-1876), XIII principe di Melfi
- Giovanni Andrea Doria Landi Pamphili (1843 – 1890), XIV principe di Melfi
- Alfonso Doria Landi Pamphili (1851-1914), XV principe di Melfi
- Filippo Andrea Doria Landi Pamphili (1886-1958), XVI principe di Melfi
- Orietta Doria Landi Pamphili (1922-2000), XVII e ultima principessa di Melfi

## Titolari notevoli del titolo
- Andrea Doria è stato il primo principe di Melfi
- Giovanni Andrea Doria è stato il secondo principe di Melfi grazie alla sua adozione da parte di Andrea Doria
- Principessa Leopoldina di Savoia è stata principessa di Melfi attraverso il matrimonio con Andrea Doria Landi Pamphili, IX principe di Melfi.